# Maison de Mosse
La maison de Mosse est une ancienne maison forte médiévale située au hameau Runaz sur la commune d'Avise, en Vallée d'Aoste, à environ 400 mètres du monument architectural de Pierre-Taillée.
Elle accueille aujourd'hui la bibliothèque communale, un petit auditorium, des expositions temporaires et l'exposition permanente « Au fil des ondes ».
La maison de Mosse est le siège de l'Association valdôtaine des archives sonores (AVAS) qui gère également la structure.

## Historique
Runaz était déjà au Moyen Âge le hameau le plus peuplé de la commune d'Avise, lorsqu'il exerçait le contrôle du passage à travers la cluse de Pierre-Taillée.
La maison forte connue sous ne nom de maison de Mosse a été bâtie à Runaz au XVe siècle le long de la route des Gaules selon la volonté des nobles d'Avise, résidant à Avise depuis le XIIe siècle, comme témoigne Jean-Baptiste de Tillier. Ils contrôlaient l'accès au Valdigne, et pour cela ils étaient l'une des plus puissantes familles de la Vallée d'Aoste, parvenant à ne pas se soumettre à la maison de Savoie.
La maison d'Avise a fait bâtir sur son territoire notamment le château d'Avise, le château de Blonay et le château du Cré.
Au XVe siècle le fief fut divisé parmi les quatre frères d'Avise : Jean le Jeune devint le seigneur de Runaz, Jean l'Ancien le seigneur du Valgrisenche, Boniface d'Avise le seigneur d'Avise et Rolet seigneur de Léverogne et de Planaval, aujourd'hui faisant partie de la commune d'Arvier.

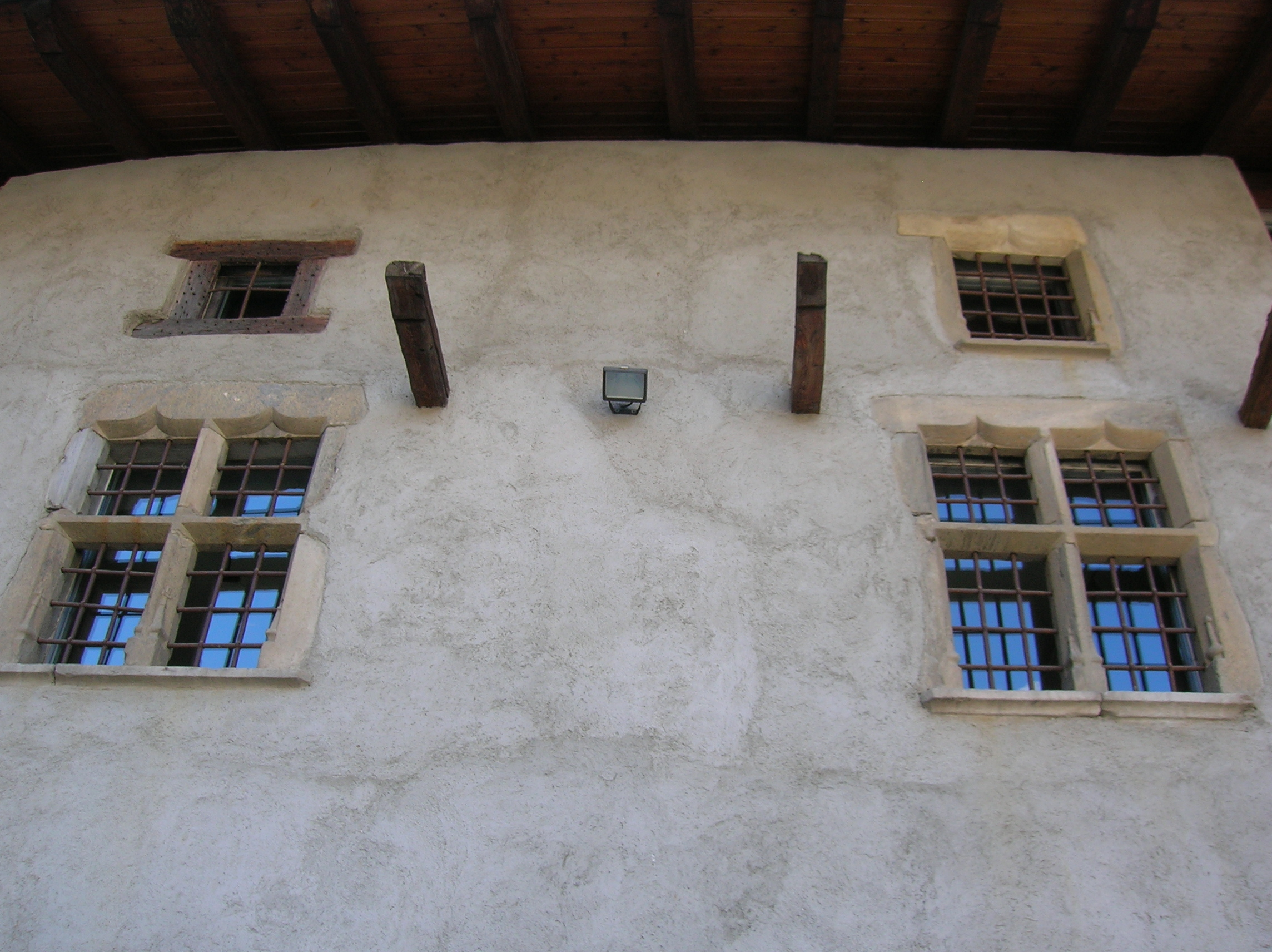
Détail des fenêtres décorées.

Les modifications les plus importantes, contribuant à rendre la maison forte plus élégante en conformité avec les standards de l'époque ont été apportées par Jean le Jeune d'Avise.
À l'extinction de la famille d'Avise, la maison de Mosse a changé plusieurs fois de propriétaire, parmi lesquels figurent les familles Milliéry, Lyabel, Martinod et Vallet, qui l'ont également habitée.

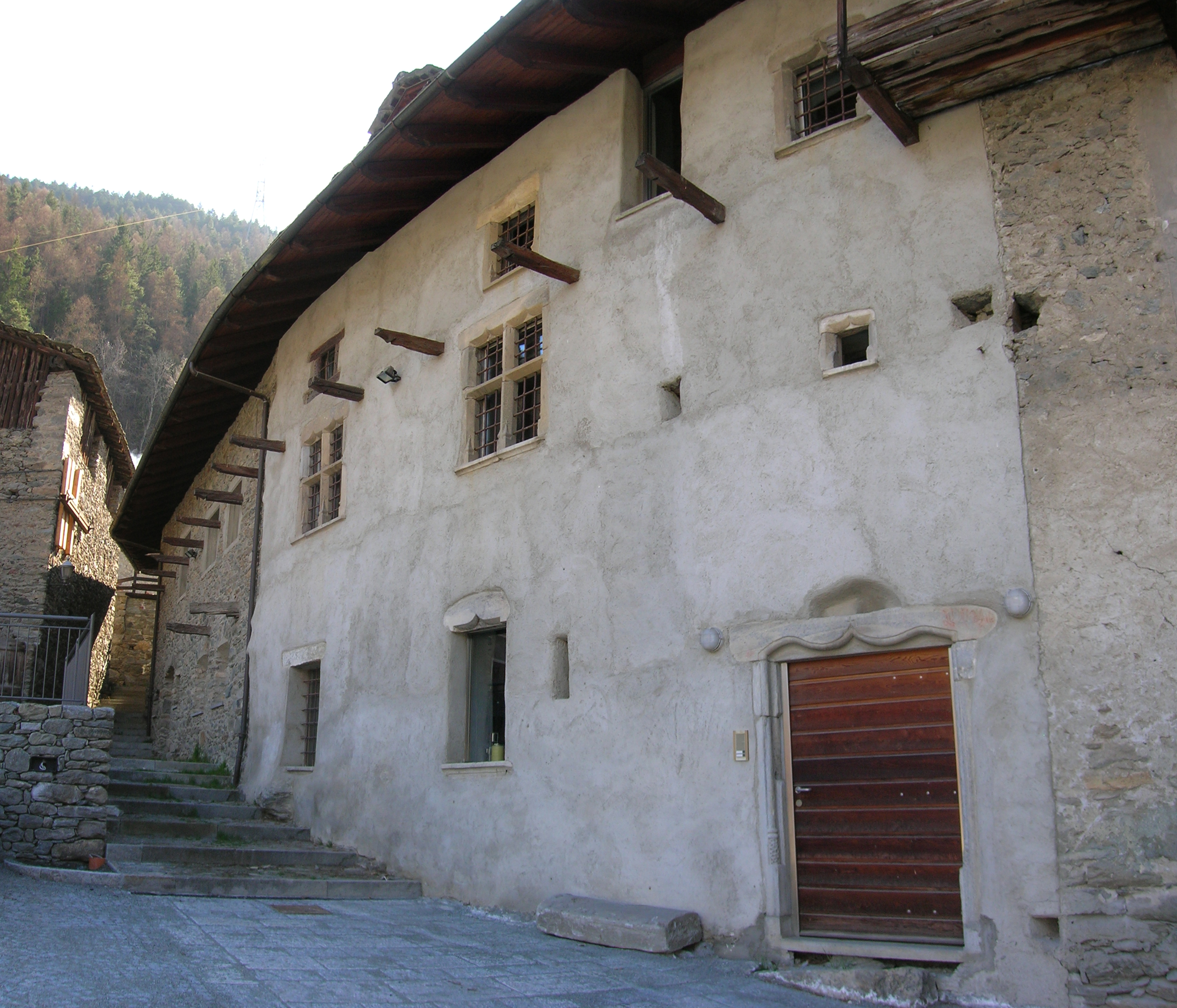
La façade.

La maison de Mosse a été abandonnée définitivement en 1962. Elle a été récupérée pour l'usage public dans le domaine socio-culturel en 1978, lorsqu'elle a été achetée par la région autonome Vallée d'Aoste pour devenir le siège de la bibliothèque communale d'Avise et de l'Association valdôtaine archives sonores (AVAS).

## Architecture
Même si la structure originale remonte aux XIVe et XVe siècles, on y trouve toutefois des éléments du gothique international, parmi lesquels les fenêtres du XVIe siècle en pierre de Villeneuve.
Selon une tradition non confirmée, une salle des caves conserve une voûte qui remonterait à une structure précédente, sans doute un couvent. La même tradition affirme aussi qu'un couloir relierait les caves de la maison aux prisons à Avise.

## Le musée et les archives
La maison de Mosse accueille régulièrement des expositions temporaires dans le domaine historique et ethnographique.
Ici siège également l'exposition permanente Au fil des ondes, inaugurée à l'occasion du 150e anniversaire de la télécommunication en Vallée d'Aoste par les soins de l'Association valdôtaine des archives sonores. Jusqu'en avril 2012 elle a accueilli notamment le Joueur de flûte, l'automate réalisé en 1840 par l'inventeur aostois Innocent Manzetti, aujourd'hui exposé au Centre Saint-Bénin à Aoste.
D'autres expositions ayant eu lieu à la maison de Mosse ont été notamment :
- Du seau au janus (2005)
- La vigne: son histoire, ses travaux (1998)
- Les processions en Vallée d'Aoste (1997)
- Avise autrefois: les villages de Vedun et du Coudray (1997)
- Les Erba: une famille de menuisiers (1996)
- Le mariage (1996)
- Les sculpteurs du bois en Vallée d'Aoste (1996)
- Le carnaval de Bosses et de la Combe Froide (1990)
- La badoche de La Salle (1989)
- Documents historiques de l'autonomie valdotaine : 1943-1948
- 200 ans de la paroisse d'Excenex
- Noutro téatro (1986)
- L'émigration valdôtaine dans le monde (1985)
- L'école autrefois en Vallée d'Aoste (1983)
- Les ramoneurs.

Les archives de l'AVAS contiennent 5 000 heures de témoignages sonores, dont plus de 200 sont des émissions radio, 16 expositions à thème, du matériel vidéo et photo, des émissions télévisées, des photos et d'autres documents encore.

## Légende
Selon une légende, la maison de Mosse a été le seul bâtiment épargné par les soldats français lorsqu'ils mirent à feu Runaz en 1691. Une tête de mort a été retrouvée ensuite dans la cave de la maison, conservée dans un coffre en bois. Les Avisiens ont pensé alors qu'elle a protégé la maison de l'incendie. Dès lors, la veille de la Toussaint les propriétaires ramènent la tête au cimetière d'Avise, mais elle s'enfuit pendant la nuit pour regagner la cave de la maison pour la protéger.